# Mikwe

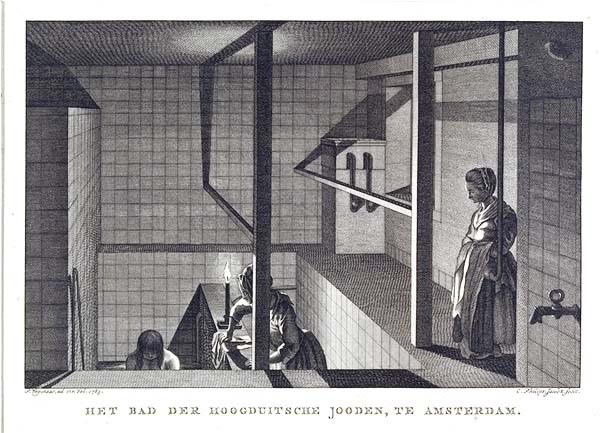
Historische prent van een mikwe te Amsterdam

Het mikwe of mikwa is Nederlands-Jiddisch (Hebreeuws:מִקְוָה of "Mikwa", mv. mikwa'ot of mikwes) en betekent letterlijk 'levendig water' en is een belangrijk reinigingsritueel in het jodendom. Het doel is hierbij niet de hygiëne, maar de spirituele reinheid. Ook wordt er het speciaal voor dit ritueel gebouwde bad mee aangeduid. Bij het ritueel wordt de persoon of het eetgerei (borden en bestek) in dit speciale bad ondergedompeld.

## Gebruik
Er zijn verschillende situaties waarin het orthodox joden onderdompeling in een mikwe gebruiken. De gebruiken variëren sterk tussen de verschillende richtingen in het jodendom.
- Op de dag voor het huwelijk dompelt de bruid zich in de mikwe. In Oost-Europese sjtetls werd ze daarbij begeleid door rondreizende musici die klezmer spelen.[3] Bij sommige richtingen is het gebruik dat ook de bruidegom zich onderdompelt.
- Een getrouwde vrouw moet zich 12 dagen na het begin van de menstruatie onderdompelen in het mikwe, daarna pas mag het echtpaar weer seksueel contact hebben.[3] Tijdens de menstruatie of na een bevalling noemt men een vrouw nidda.
- De rituele zuivering in het mikwe moet ook gebeuren nadat een vrouw een kind heeft gekregen.
- Een vader gebruikt de mikwe voor de besnijdenis van zijn zoon.
- Orthodoxe joden gebruiken het mikwe op de avond van Jom Kippoer, en ook op de avond voor de sjabbat.[3]
- Als iemand zich wil bekeren tot het jodendom moet hij of zij zich er ook in onderdompelen, onder toezicht van de drie rabbijnen van het beit din.
- Een niet-joods kind, bijvoorbeeld een kind van niet-joodse ouders dat door joden is geadopteerd, wordt tot het jodendom toegelaten door onderdompeling in het mikwe.[4]
- Eetgerei dat door niet-Joden werd gemaakt moet voor gebruik gezuiverd worden in het mikwe.
- Diverse andere rituelen hebben zich rond het mikwe ontwikkeld. Zo wordt het ook wel gebruikt bij de bar mitswa of bat mitswa, na een miskraam, na echtscheiding of na een verkrachting.

Tijdens het baden mag er niets tussen het water en het lichaam zitten, dus geen sieraden, valse nagels, make-up, maar ook geen vuil. Daarom neemt men voor het onderdomplen in de mikwe eerst een gewoon bad. Daarom zijn mikwes vaak verbonden aan een openbaar bad. Na het onderdompelen in de mikwe wordt er echter niet meer gebaad.
Mannen en vrouwen mogen het mikwe niet tegelijk gebruiken. Er zijn dan hetzij aparte mikwe's, hetzij aparte tijden vastgesteld voor het gebruik door vrouwen of mannen.
Volgens de oorspronkelijke Bijbeltekst kon elke natuurlijke waterbron gebruikt worden, zoals de zee of een rivier. Dit mag echter niet wanneer de rivier door hevige regenval groter is dan normaal. In de Talmoed is echter uitgewerkt dat de onderdompeling in een mikwe moet gebeuren.
Een Joodse vrouw bezoekt het mikwe zonder dat aan te kondigen en zonder opzien te baren. Voor haar zijn haar onreine staat en haar reiniging een particuliere zaak. Deze discretie is deel van de Joodse levenskunst.

## Voorschriften

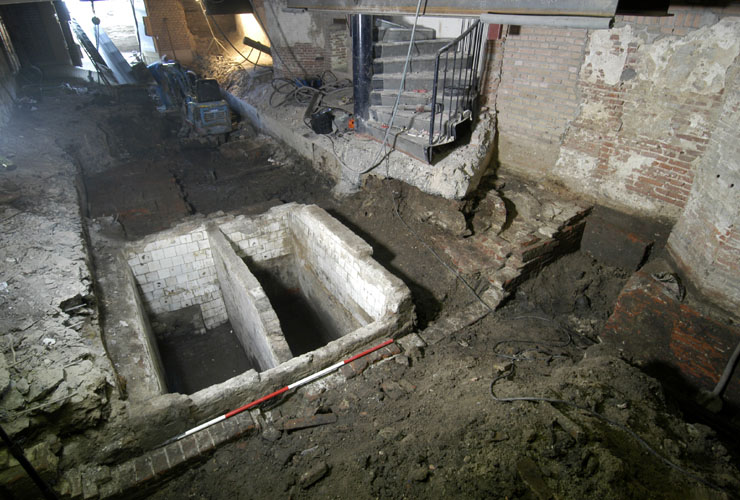
Opgraving van het mikwe in het Joods Historisch Museum te Amsterdam

Er zijn strenge rabbinale voorschriften verbonden aan deze badplaatsen. Men moet zich er volledig in kunnen onderdompelen. Oorspronkelijk moest een mikwe daartoe 1,20 diep zijn, maar later werd dit verzacht, men kan zich ook liggend onderdompelen, of met gebogen knieën. De hoeveelheid water moet ten minste 250-1000 liter zijn, afhankelijk van de manier van berekenen, die gebaseerd is op oude bronnen.
Volgens de halachische voorschriften moet het water hetzij uit een ondergrondse bron komen, hetzij van regen, sneeuw of ijs afkomstig zijn. Bronwater moet altijd blijven stromen, water vanuit regen, sneeuw of ijs moet juist stilstaan. Het water mag niet door menselijk handelen in de mikwe terechtkomen. Het water mag niet in de pijpen stilstaan. De pijpen moeten van materiaal gemaakt zijn die zuiver blijven volgens Bijbelse regels. Zo kan beton, plastic, asbest, aardwerk of steen probleemloos gebruikt worden. In de aanvoerroute van het water mogen geen holtes zijn waarin het water kan stilstaan.
Omdat er geen menselijk handelen bij de toevoer van water is toegestaan, zijn mikwes vaak diep in de grond uitgegraven. Er moet een minimum 'natuurlijk water' gebruikt worden, dit is meestal regenwater, maar er zijn ook mikwes waar grondwater gebruikt wordt/werd, dat vaak wordt aangevuld met warm leidingwater. Onbeperkt toevoegen van ander water is toegestaan, als de mikwe eenmaal met zuiver water is gevuld. Er mogen geen reinigingsproducten aan te pas komen.
Een mikwe mag niet zoals een "vat" zijn en moet daarom op de locatie worden gebouwd. Een mikwe mag niet lekken. Er mag ook geen afvoer inzetten, omdat zo een afvoer ook als "vat" geïnterpreteerd wordt. Om het water te vervangen, moet het mikwe geleegd worden met de hand (bijvoorbeeld met emmers) of met behulp van een pomp.

## Geschiedenis
Er zijn vele archeologische vondsten gedaan in Jeruzalem, die dateren uit de tijd van de tweede tempel, ook bij particuliere woningen. Ook in Massada zijn mikwe aangetroffen. Er wordt gedacht dat Joden in Jeruzalem destijds grote waarden hechtten aan spirituele zuiverheid, wellicht versterkt door de grote aanwezigheid van de Romeinse religieuze gebouwen en gebruiken. Het rituele bad zou dan ook een soort daad van verzet zijn geweest, vooruitlopend op de Joodse opstand.
Tijdens de diaspora probeerde elke joodse gemeenschap een mikwe te hebben. Tijdens de Middeleeuwen werden de mikwe ook gebruikt als gewoon badhuis, , omdat het voor joden verboden was samen met christenen in een rivier te baden.
In het moderne Israël is in vrijwel elke stad wel een mikwe aanwezig.

## Mikwes in Nederland
In gebruik zijnde mikwes in Nederland zijn er in Amsterdam (2 orthodox en 1 liberaal), Enschede, Den Haag, Rotterdam, Tilburg (liberaal) en Utrecht.
Ook elders zijn mikwes bewaard gebleven, ze hebben vaak een monumentale status. In Winschoten is er een in de voormalige rabbinaatswoning. Het mikwe op de begraafplaats van Harlingen is een rijksmonument. In Bergen op Zoom is een mikwe onder de voormalige synagoge. In Zaltbommel is er in 1992 bij opgravingen rond de oude synagoge een mikwe ontdekt. Het is nu in gebruik als museumstuk. In de synagoge van Groningen werd in 2014 een mikwe met vier baden ontdekt. Op Sint Eustatius is in 2005 een mikwe opgegraven naast de voormalige 18e-eeuwse Honen Dalim synagoge.

## Mikwes in België
In België bevinden zich mikwes in Antwerpen (2x), Brussel, Oostende en Knokke.

## Afbeeldingen

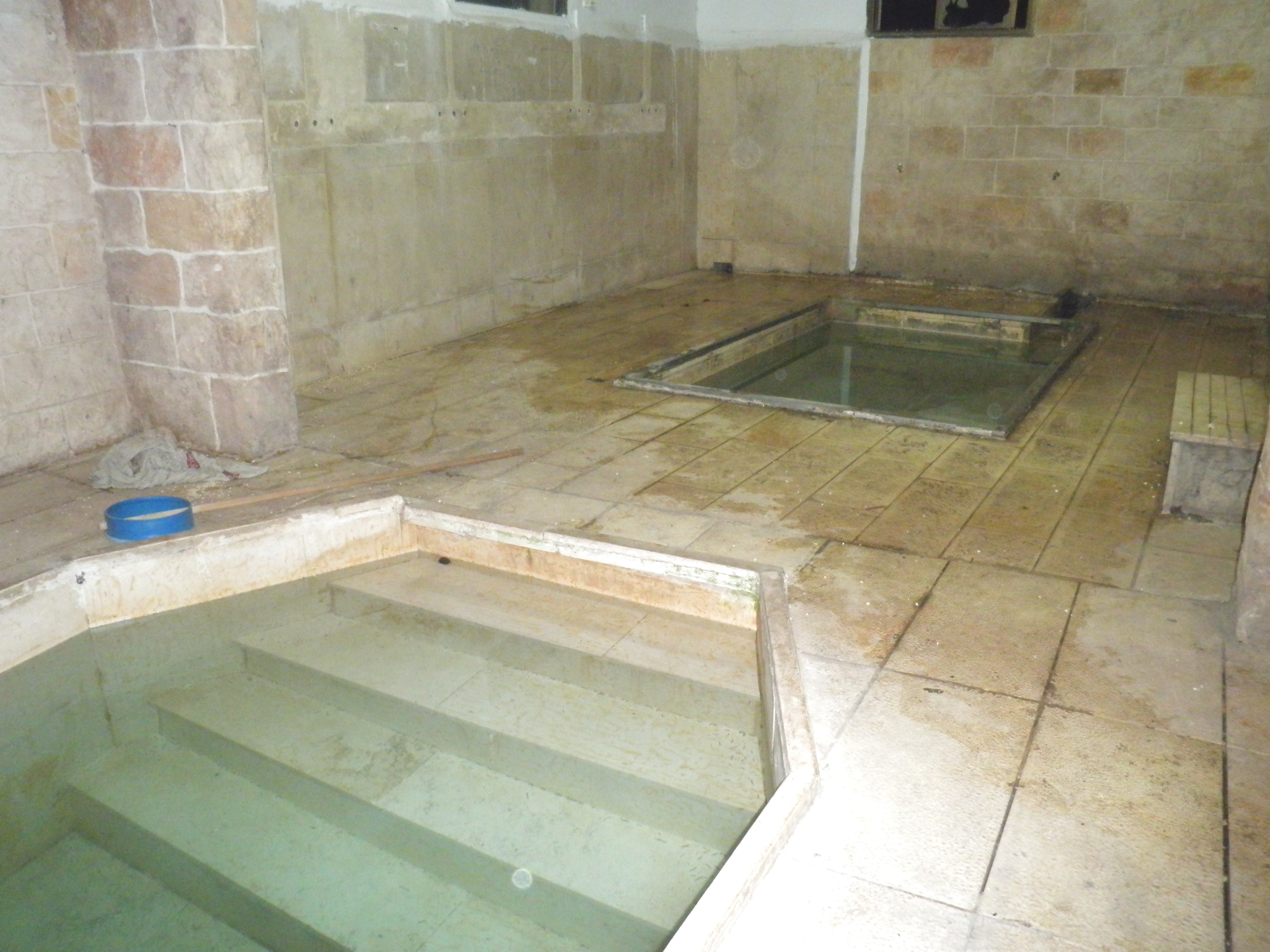
(Historische) Mikwe in de graftombes van Shjèmaja en Awtalon, in Goesj Chalaw, Jish in het Arabisch.
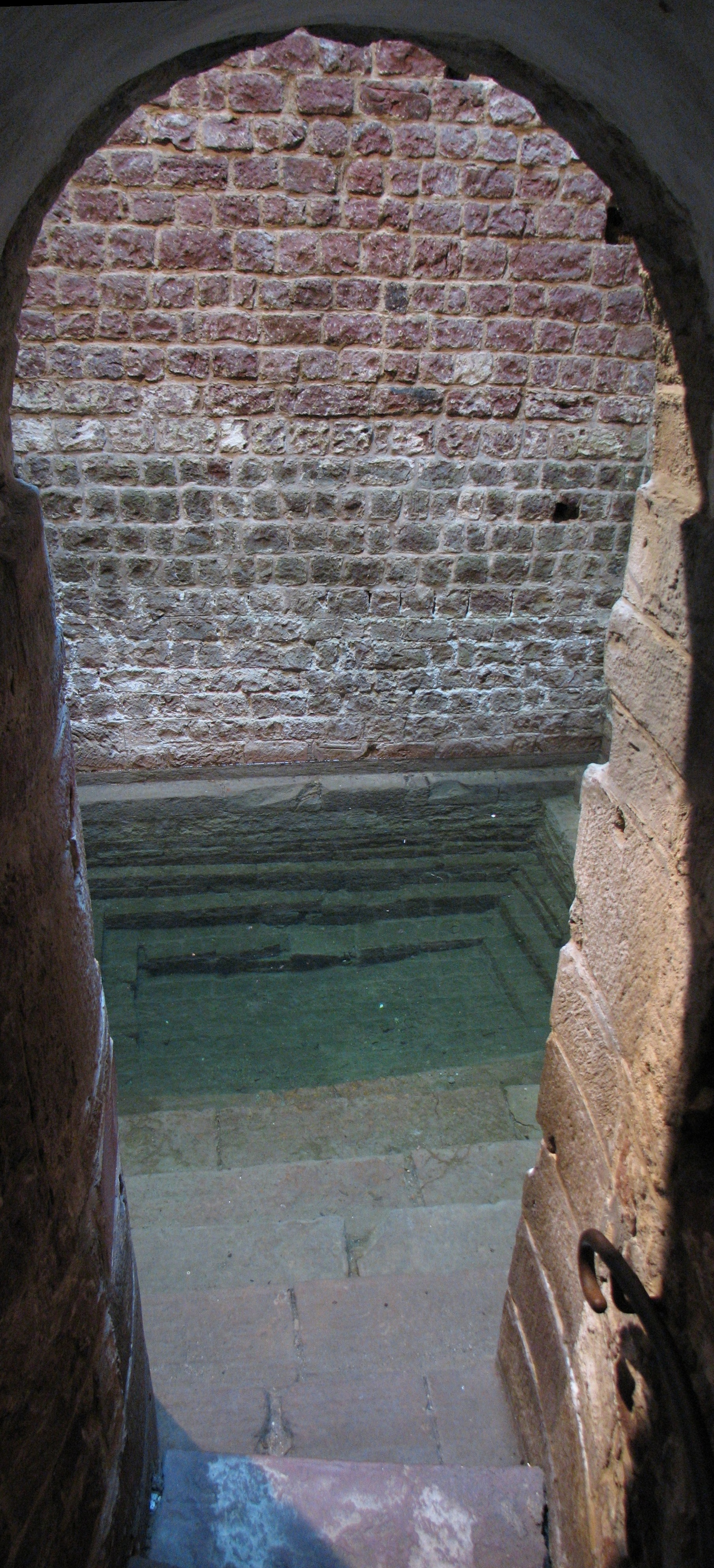
Mikwe, Speyer (Duitsland)
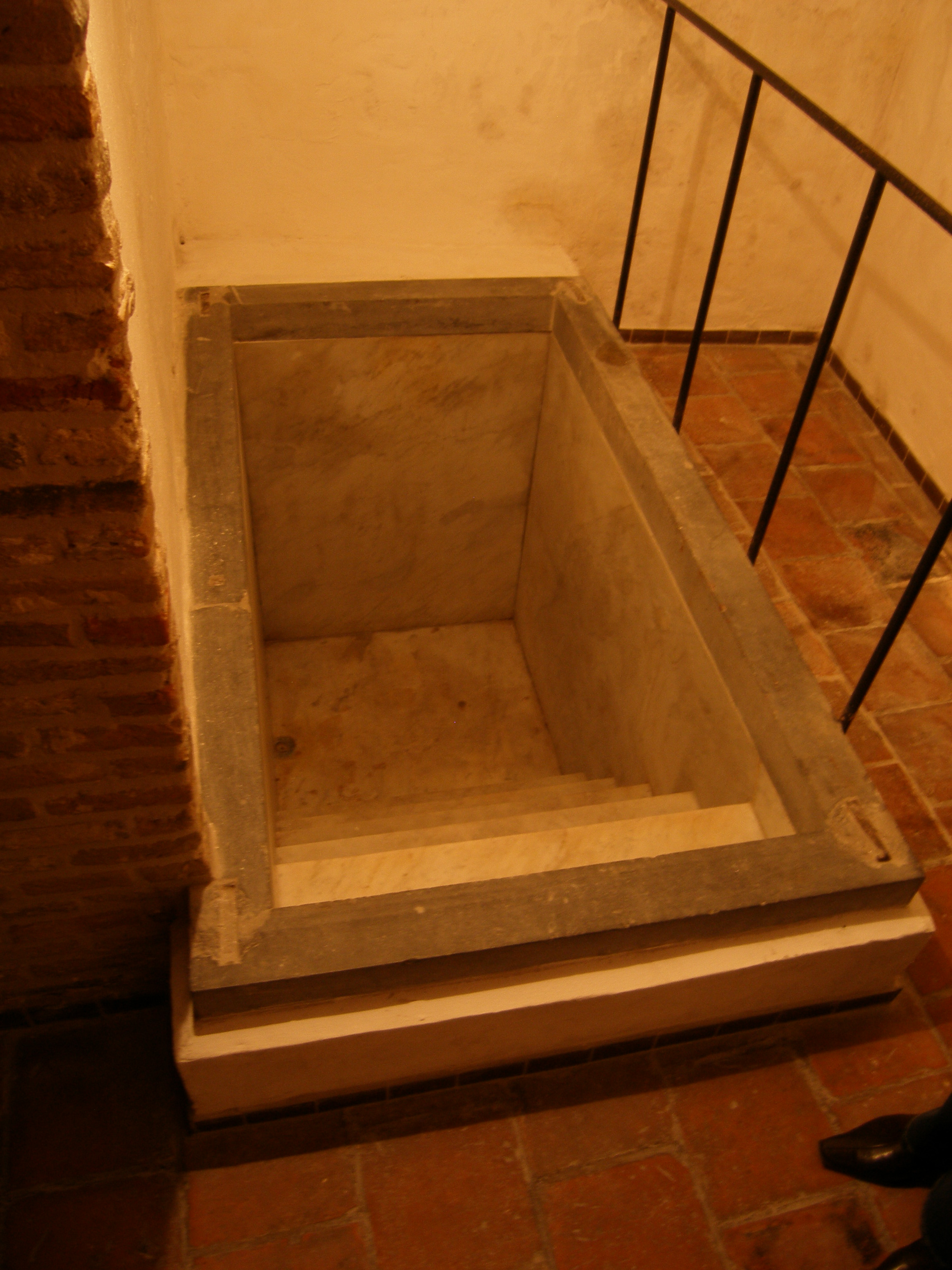
Mikwe, Bergen op Zoom (Nederland)
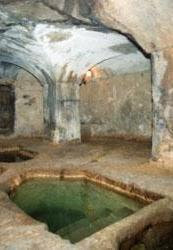
Mikwe in Syracuse (Italië)
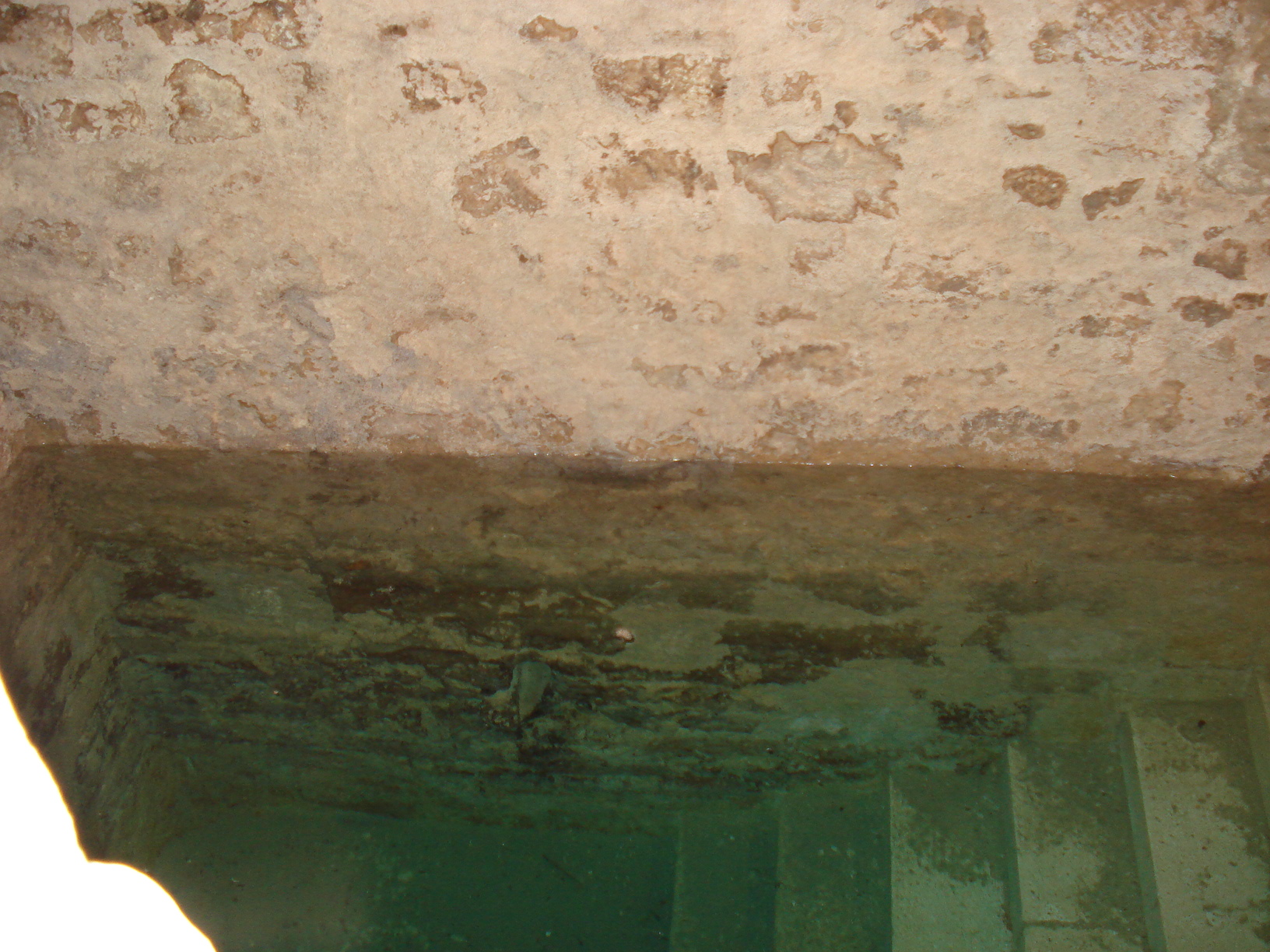
Mikwe, Montpellier (Frankrijk)
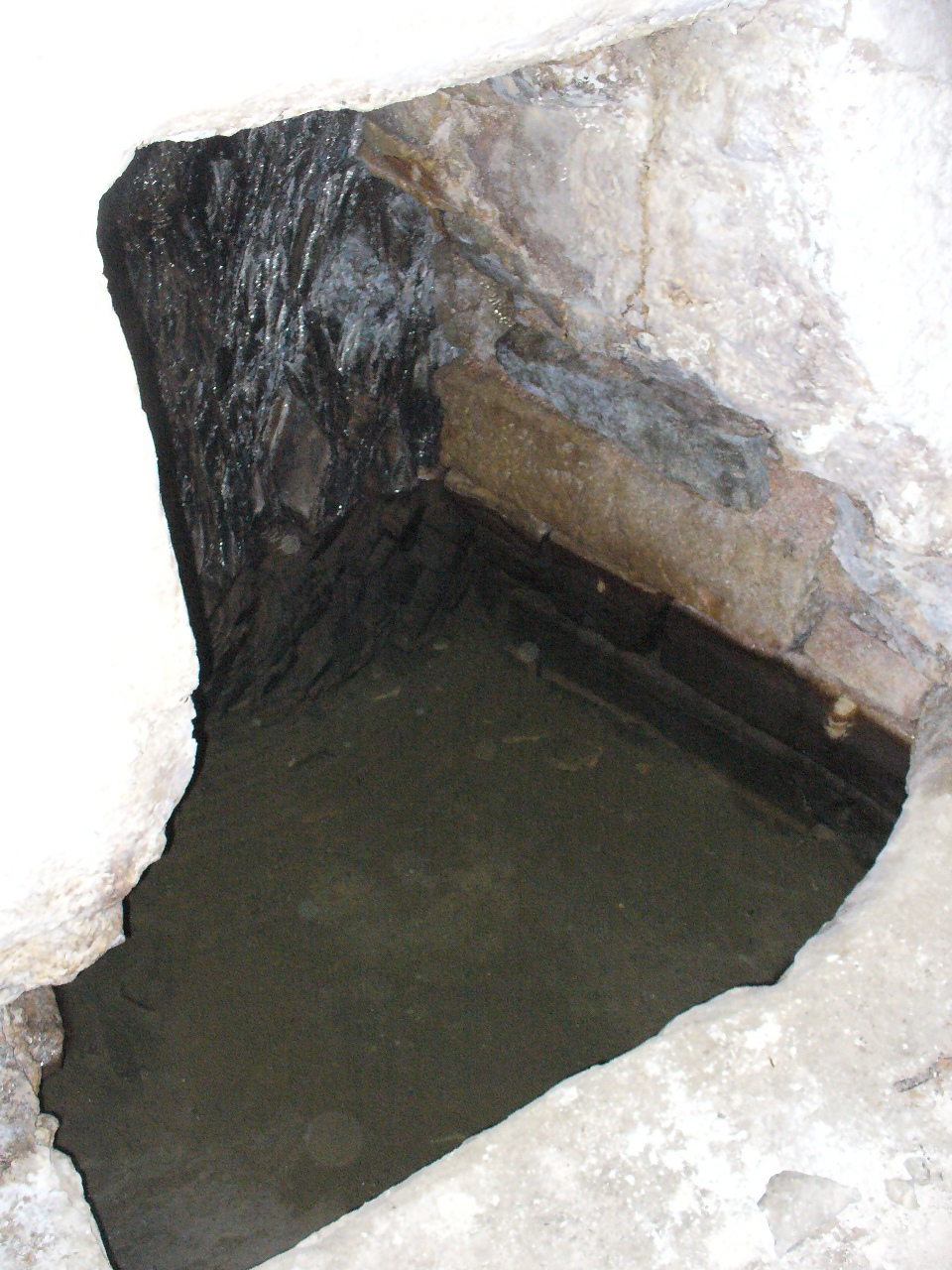
Mikwe, Kněžnou (Tsjechië)
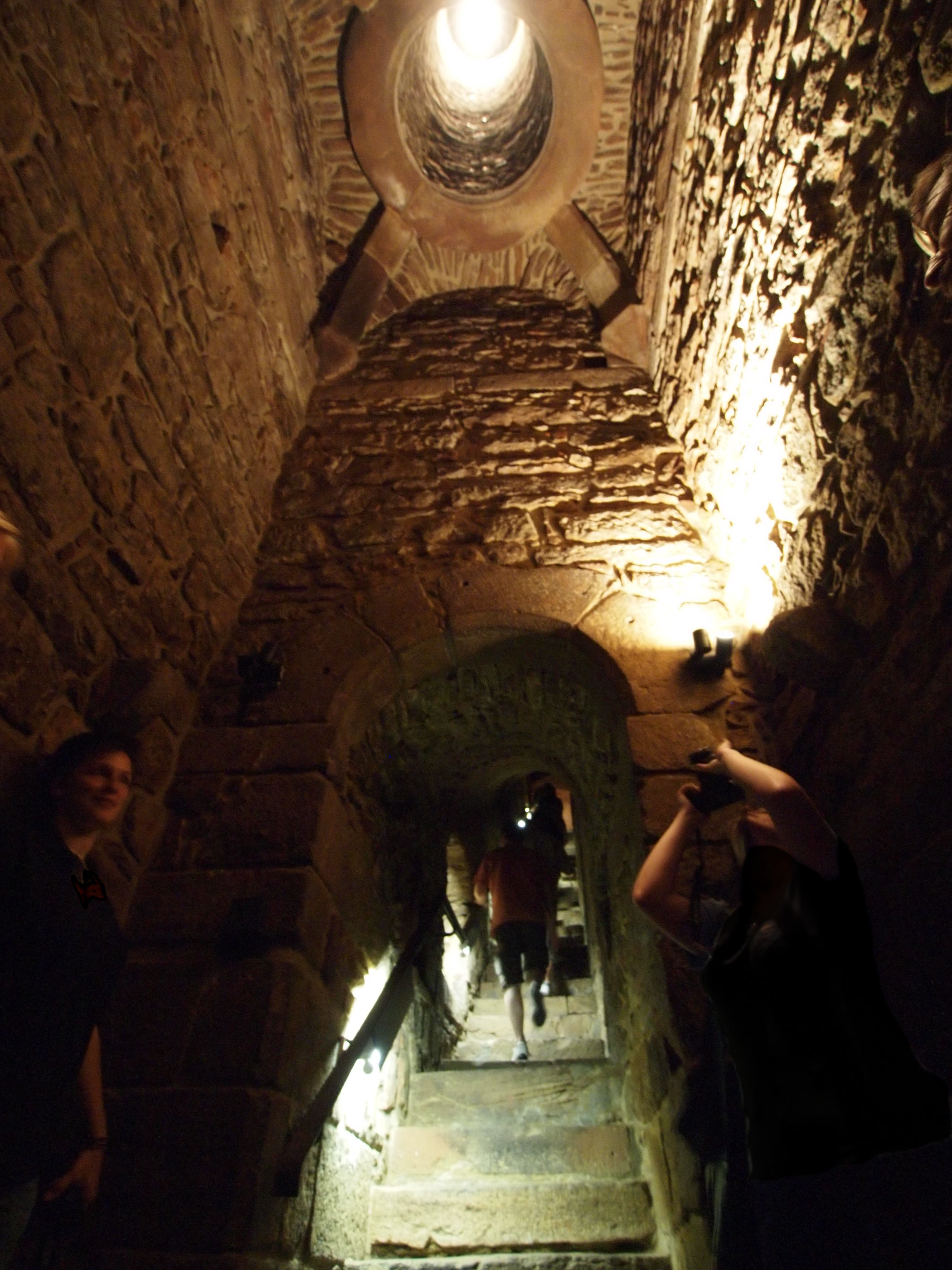
Mikwe, Offenburg (Duitsland)
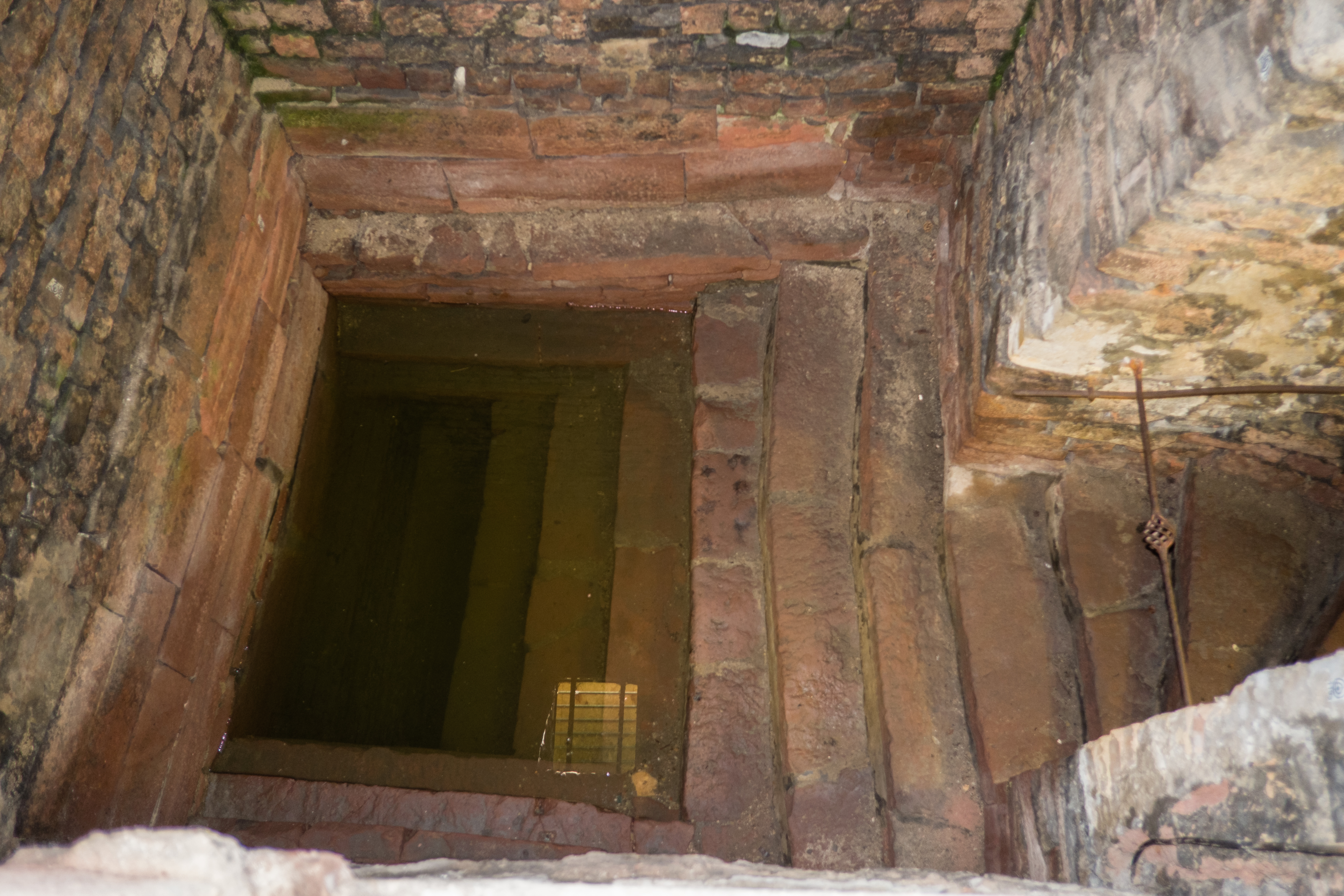
Mikwe, Worms (Duitsland)